# کودتای ۲۰۱۳ مصر
در ژوئن ۲۰۱۳ (خرداد ۱۳۹۲خ) و در سالگرد تحلیف محمد مرسی، نخستین رئیس‌جمهور انقلاب ۲۰۱۱ مصر، موج جدیدی از اعتراضات در این کشور علیه دولت جدید شکل گرفت. مخالفان که در رأس آن‌ها محمد البرادعی قرار داشت، خواهان کناره‌گیری محمد مرسی از قدرت و برگزاری انتخابات زودهنگام در مصر بودند. با شدت گرفتن اعتراضات وزرای کشور، امور خارجه، دفاع، محیط زیست، گردشگری، دادگستری و برنامه‌ریزی مصر و همچنین نخست‌وزیر دولت مرسی یکی پس از دیگری استعفا کردند. در عین حال که مخالفان محمد مرسی در میدان تحریر قاهره تجمع نمودند، حامیان وی نیز در حوالی مسجد رابعه عدویه به شعار دادن در حمایت از رئیس‌جمهور پرداختند. با وجودی که محمد مرسی از ضعف‌های دولت نوپا سخن گفته و از مردم عذرخواهی کرد، اما اعتراضات همچنان گسترش یافت. ارتش مصر نیز برای طرفین ضرب‌الاجل تعیین کرد که اگر به اختلافات پایان ندهند وارد عمل خواهد شد. مرسی اظهارات ارتش را در این مورد غیرقانونی دانست. نهایتاً شدت اعتراضات موجب شد تا در شبانگاه ۳ ژوئیه ۲۰۱۳/ ۱۳ خرداد ۱۳۹۲خ ارتش مصر با کودتایی محمد مرسی را از قدرت برکنار کرده عبدالفتاح السیسی وزیر دفاع مصر در نطقی ضمن برکناری وی، عدلی منصور، رئیس دادگاه قانون اساسی مصر را به عنوان رئیس‌جمهور موقت برای نهایتاً شش ماه تا برگزاری انتخابات زودهنگام معرفی کرد. منصور چند روز بعد حازم الببلاوی را به عنوان نخست‌وزیر دولت موقت و محمد البرادعی را به عنوان معاون رئیس جمهور در روابط بین‌الملل تعیین کرد.
پس از این کودتا، ارتش به مرسی پیشنهاد داد به قطر یا هر کشور دیگری که خواستار است برود ولی مرسی این درخواست را نپذیرفت و اعلام کرد به مردم مصر و بیش از شصت درصد از مردم که در انتخابات به آن رای دادند وفادار می‌ماند و ذلت پناهندگی را نمی‌پذیرد و همراه اعضای هیئت دولتش، در مرکز گارد ریاست جمهوری، تحت حبس قرار گرفتند؛ ولی مدتی بعد مرسی را از آن‌ها جدا کرده و به ساختمان وزارت دفاع مصر منتقل کردند.
پس از کودتا حامیان رئیس‌جمهور قانونی تجمعات و تظاهرات گسترده‌ای در محکومیت کودتا برگزار کردند برخی از این تجمعات در قاهره و ایوان و پورت سعید و اسکندریه شاهد جمعیت میلیونی بود ارتش که در صورت ادامه تظاهرات مردمی می‌دانست کودتا شکست خواهد خورد اقدام به سرکوب خشن مردم نمود و در طول سه روز بیش از چهار هزار نفر در خیابان‌ها کشته شدند این وقایع یکی از خشن‌ترین سرکوب‌های خاورمیانه شناخته می‌شود.
دادگاه نظامی مصر روز ۳ سپتامبر ۲۰۱۳ (۱۲ شهریور ۱۳۹۲) اعلام کرد، یکی از اعضای اخوان‌المسلمین به حبس ابد محکوم شده‌است. ۵۱ عضو دیگر اخوان‌المسلمین به ۵ تا ۱۵ سال زندان محکوم شده‌اند. بر طبق اعلام دادگاه نظامی مصر، سه عضو اخوان‌المسلمین به ۱۵ سال زندان و ۴۸ عضو دیگر به پنج تا ده سال زندان محکوم شده‌اند. در همین حال ۱۲ نفر از متهمان نیز بر اساس رای دادگاه تبرئه شدند. اتهام اصلی این افراد حمله به سربازان ارتش و آتش زدن کلیساها در شهر سوئز در جریان اعتراضات به برکناری مرسی در ماه اوت عنوان شده‌است.

## واکنش‌ها

### داخلی
- نا آرامی‌ها: ده‌ها هزار تن از هواداران مرسی و جنبش اخوان‌المسلمین به تظاهرات‌های گسترده‌ای (عمدتاً در قاهره و نیز سایر نقاط کشور) دست زدند که طی آن‌ها دست‌کم ۲۵ تن کشته و صدها تن دیگر زخمی شدند. بنابر گزارش‌ها، طرفداران مرسی از دانشگاه قاهره و دیگر نقاط شهر به سمت ساختمان رادیو تلویزیون روانه شده و در پل شش اکتبر با مخالفان مرسی که از میدان التحریر می‌آمدند درگیر شده‌اند. ارتش می‌کوشد با خودروهای زرهی معترضینِ طرفدار مرسی را پراکنده کند. سخن‌گوی ارتش، شلیک گلوله به سمت معترضین را دروغ خوانده‌است. هم‌زمان در شهرهای اسکندریه، سوئز، اسماعیلیه و عریش نیز تظاهرات‌هایی در مخالفت با دخالت ارتش و خلع مرسی برپا شد.[۵][۶][۷]
- محمد مرسی، رئیس‌جمهور مخلوع مصر، پس از اعلام بیانیه ارتش مبنی بر خبر عزل وی از قدرت، در صفحه فیسبوک خود نوشت: «بیانیه نیروهای مسلح را هر انسان آزاده‌ای که برای استقرار دموکراسی در مصر تلاش می‌کند، نمی‌پذیرد.»[۸]

### بین‌المللی
- اتحادیه آفریقا عضویت کشور مصر را در این اتحادیه به حالت تعلیق درآورد.
- بان کی مون دبیرکل سازمان ملل از دخالت شورای نظامی اعلام نگرانی کرد
- ویلیام هیگ از شمار کشته‌ها اعلام نگرانی کرد
- وزارت امور خارجهٔ آلمان اعلام کرد این اقدام ارتش مصر یک گام عقبگرد از دموکراسی است.
- عبدالله بن عبدالعزیز، پادشاه عربستان در پیامی به عدلی منصور تبریک گفته و از اقدام ارتش حمایت کرد. روز ۱۹ اوت (۲۸ مرداد) سعود الفیصل وزیر خارجه این کشور گزارش داد: «به کسانی که اعلام کرده‌اند کمک‌های خود به مصر را قطع می‌کنند، یا تهدید به انجام این کار کرده‌اند می‌گوییم که کشورهای عربی و مسلمان ثروتمندند و در کمک به مصر تردید نخواهند کرد.»[۹]
- بشار اسد، رئیس‌جمهور سوریه: «تجربه اسلام سیاسی از همان ابتدا محکوم به شکست بود. طرح اخوان‌المسلمین ریاکارانه و درصدد ایجاد تنش در جهان عرب بود. اخوان المسلمین اولین گروهی بودند که در دهه هفتاد در سوریه طرح طایفه‌ای فتنه‌برانگیز را مطرح کردند.»[۱۰]
- باراک اوباما، رئیس‌جمهور ایالات متحده آمریکا نگرانی خود را از سلامت مرسی اعلام داشت و تهدید کرد در صورتی که آسیبی به اعضای دولت فعلی مصر وارد آید، در اعطای کمک‌های ۱٫۳ میلیارد دلاری سالانه خود به مصر تجدیدنظر می‌کند.[۱۱] جان مک‌کین و لیندزی گراهام دو نماینده مجلس سنای آمریکا که برای میانجی‌گری بین ارتش و اخوان‌المسلمین به مصر سفر کردند، اقدام ارتش در برکناری محمد مرسی رئیس‌جمهور پیشین مصر را کودتا خواندند و خواهان آزادی زندانیان سیاسی شدند. جان مک کین به همراه لیندزی گراهام، روز سه‌شنبه ۶ اوت (۱۵ مرداد ۱۳۹۲) با محمد البرادعی، معاون رئیس‌جمهور موقت مصر، حازم ببلاوی، نخست‌وزیر و ژنرال عبدالفتاح السیسی، فرمانده کل ارتش دیدار کردند. دولت آمریکا تاکنون از بکاربردن عبارت «کودتا» دربارهٔ برکناری مرسی خودداری کرده‌است. چنانچه برکناری مرسی از سوی آمریکا به کودتا تعبیر شود، آمریکا مجبور خواهد بود براساس قوانین خود کمک‌های نظامی به این کشور را قطع کند.[۱۲]
- نوری مالکی، نخست‌وزیر عراق، انتصاب عدلی منصور را به مقام رئیس‌جمهور جدید و موقت مصر به وی تبریک گفت و اعلام حمایت خود از انتظارات مردم مصر را اعلام کرد.
- ایران اجمالاً خواهان توجه به خواسته‌های همه مردم مصر شد. با برداشت خبرگزاری رسمی ترکیه از مواضع بعضی مقامات ایرانی، ایران خواهان بازگشت مجدد جایگاه اخوان المسلمین در مصر است و کودتای اخیر را محکوم می‌داند و خواستار توجه به فرایند دموکراسی در مصر شده‌است.[۱۳]

کاترین اشتون، مسئول سیاست خارجی اتحادیه اروپایی: «امیدوارم دولت جدید مصر کاملاً فراگیر باشد. من شدیداً همه اقدامات خشونت‌آمیز را محکوم می‌کنم و با خانواده‌های قربانیان اظهار همدردی کرده و از نیروهای امنیتی مصر می‌خواهم هر آنچه که در اختیارشان است برای محافظت از جان و آسایش شهروندان مصری انجام دهند. اتحادیه اروپا صراحتاً متعهد به حمایت از مردم مصر در مطالبه دموکراسی و حکومت فراگیر توسط آنهاست.»
- مقامات اسرائیل از ایراد هرگونه اظهارنظر رسمی در خصوص تحولات مرتبط با کودتا در مصر خودداری کردند و تنها اعلام کردند که رخدادهای مصر را دنبال می‌کنند.[۱۴]
- دولت ترکیه از ابتدای رخداد کودتا، نسبت به آن موضعگیری و آن را محکوم کرد و خواستار بازگرداندن محمد مرسی به مسند ریاست‌جمهوری مصر شد.[۱۵]

## نگارخانه

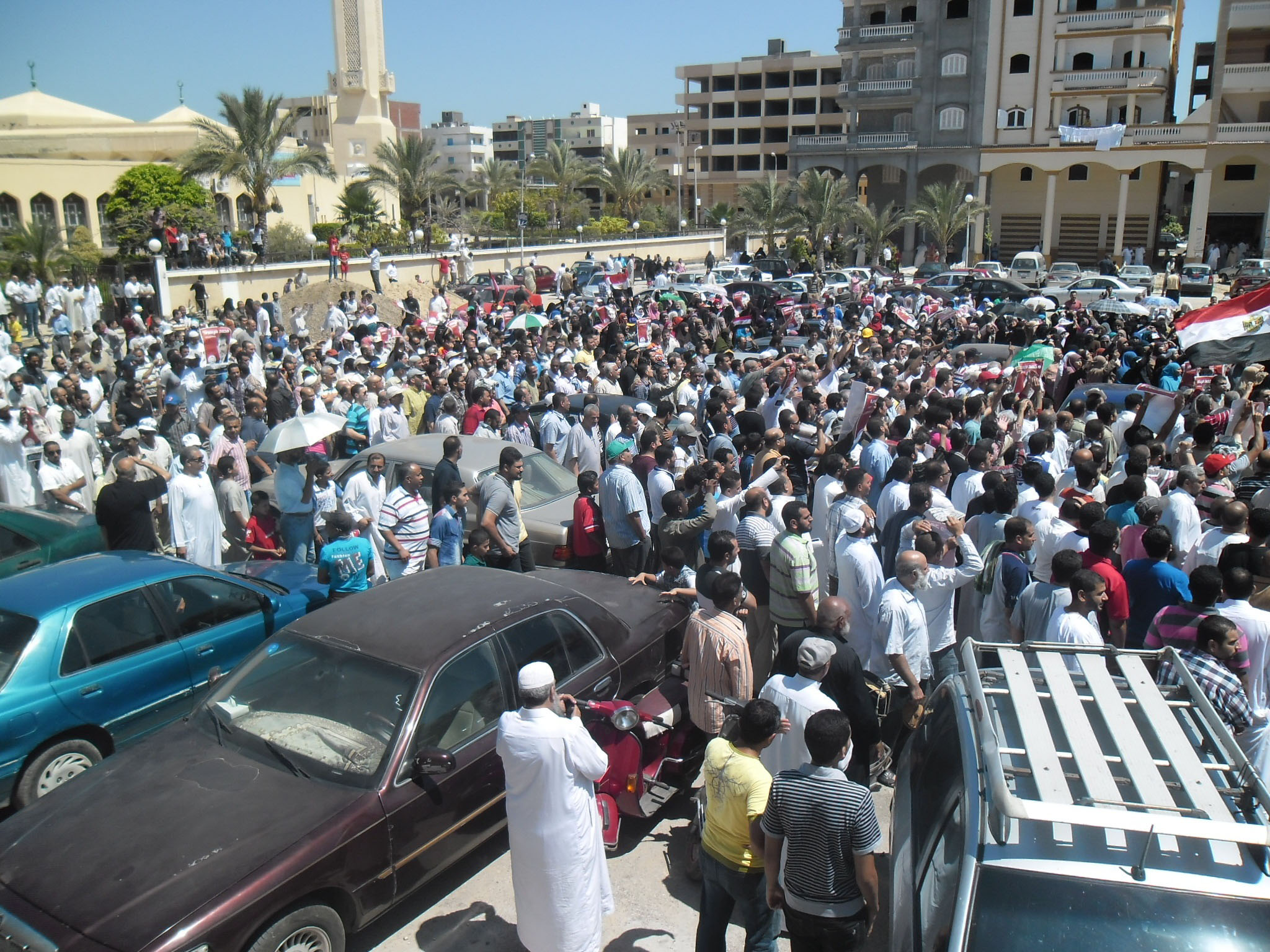
۶ ژوئیه ۲۰۱۳
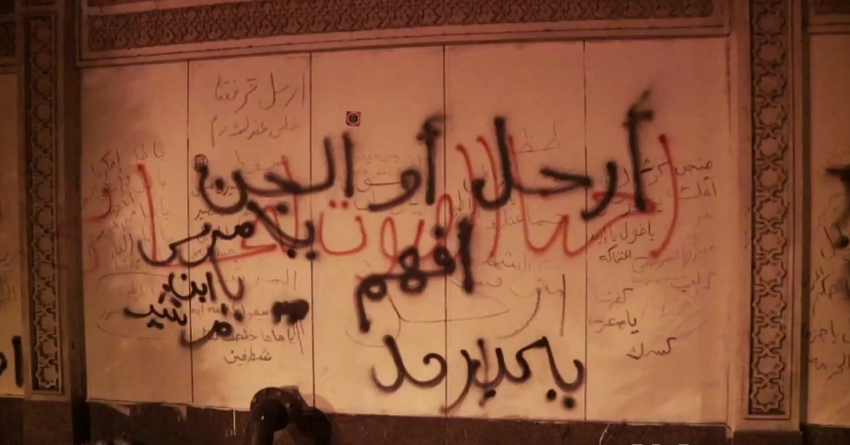
۹ دسامبر ۲۰۱۲
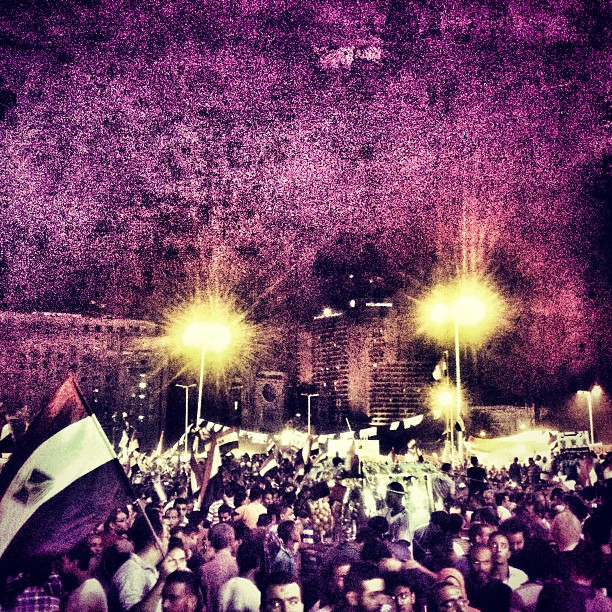
۳۰ ژوئن ۲۰۱۳
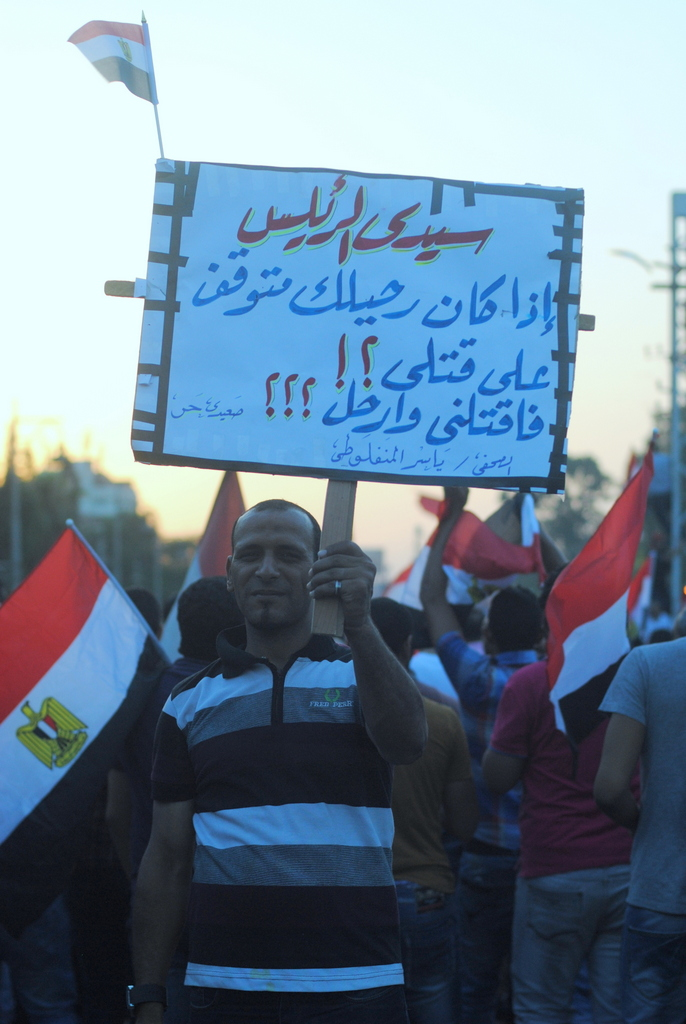
۲۸ ژوئن ۲۰۱۳
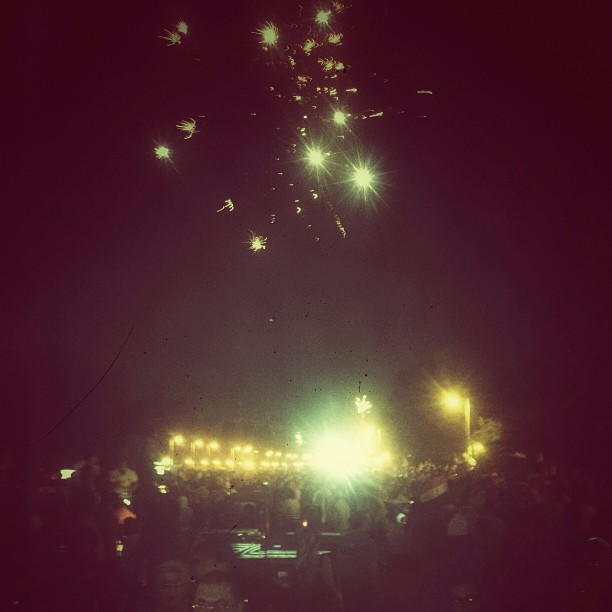
۱ ژوئیه ۲۰۱۳